# جيرمانتاون (نيويورك)
جيرمانتاون (بالإنجليزية: Germantown (town), New York)‏ هي بلدة أمريكية تقع في الولايات المتحدة في مقاطعة كولومبيا، نيويورك. يقدر عدد سكانها بـ 1,954 نسمة ومساحتها 36.0 كم2 وترتفع عن سطح البحر 76 متر.